# ویستلر (آلاباما)
ویستلر (به انگلیسی: Whistler) یک منطقهٔ مسکونی در ایالات متحده آمریکا است که در شهرستان موبایل، آلاباما واقع شده‌است. ویستلر ۱۰٫۹۷ متر بالاتر از سطح دریا واقع شده‌است.